# Station Perry Barr
Perry Barr is een spoorwegstation van National Rail in Perry Barr, Birmingham in Engeland. Het station is eigendom van Network Rail en wordt beheerd door West Midland Trains.